# RAIN STORY
〈RAIN STORY〉(레인 스토리, 일본어: レイン・ストーリー)는 2014년 5월 14일에 빙 계열의 제인 레코드에서 발매된 아키히데의 3번째 정규 음반이다.

## 개요
비를 테마로 해서 제작. 비의 날의 정경을 자신의 기타와 DIMENSION의 오노즈카 아키라의 피아노를 중심으로 하는 사운드로 표현하고 있다. 수록곡 〈RAIN MAN〉은 이 음반에서 유일하게 가사가 붙은 곡이다. 이 곡은 요미우리 TV 닛폰 TV 계열 애니메이션 《명탐정 코난》의 닫는 곡으로 5월 3일에서 8월 9일까지 3개월간 사용됐다.

## 수록곡
| #   | 제목                 | 재생 시간 |
| --- | -------------------- | --------- |
| 1.  | 〈HEAVEN’S STATION〉 |           |
| 2.  | 〈RAIN MAN 〉        |           |
| 3.  | 〈LIGHTNING QUARTZ〉 |           |
| 4.  | 〈BLUE BIRD BALLAD〉 |           |
| 5.  | 〈YELLOW BOOTS〉     |           |
| 6.  | 〈AMAOTO QUARTET〉   |           |
| 7.  | 〈HUMAN MAZE〉       |           |
| 8.  | 〈BLUES & REE〉      |           |
| 9.  | 〈DEVIL’S TRUMPET〉  |           |
| 10. | 〈RAINBOW ROAD〉     |           |